# عيسى خان الصفوي

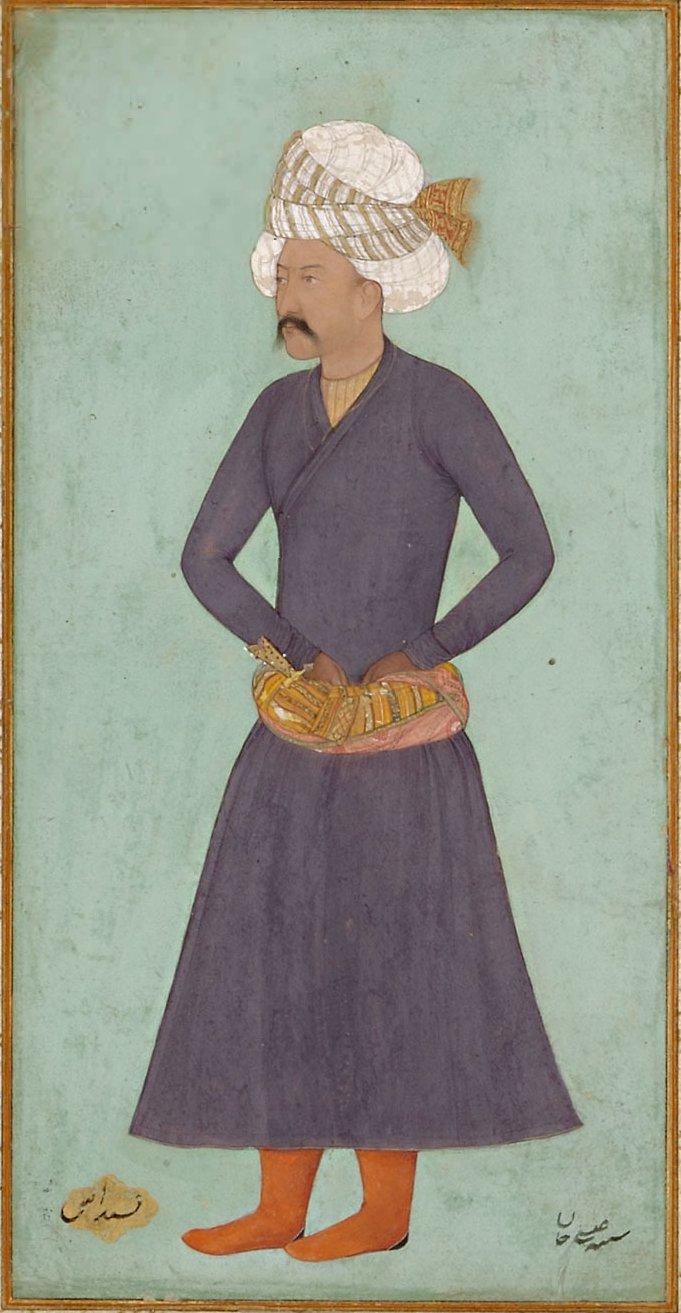
لوحة عيسى خان الصفوي.

عيسى خان الصفوي (الفارسية: عیسی خان صفوی)، المعروف أيضًا باسم عيسى خان شيخافاند (بالفارسية: آوند عیسی خان شیخ) كان أميرًا صفويًا شغل مناصب عليا في عهد الملك (الشاه) عباس الأول (حكم من 1588 إلى 1629 م).

## السيرة
كان عيسى خان حفيد الوزير الصفوي معصوم بك صفوي، وكان متزوجًا من إحدى بنات عباس. وفي عام 1612 م، عيّنه عباس الأول رئيسًا للحرس الملكي (القُرْشِي باشي). وفي عام 1625 م، عُيّن عيسى خان قائدًا للجيش الصفوي في جورجيا، وقاتل مجموعة من المتمردين الجورجيين في 30 حزيران. خلال المعركة، كاد المتمردون أن يهزموه، حتى وصلت التعزيزات من أذربيجان وساعدت عيسى خان في هزيمة المتمردين.
في عام 1629 م، توفي عباس الأول وخلفه حفيده صفي، الذي أعدم عيسى خان في عام 1631 م بما في ذلك أبنائه الثلاثة. وكان خليفة عيسى خان في منصب القورشي باشي هو جراغ خان زاهدي.
في عهد ابن صفي وخليفته عباس الثاني (حكم من عام 1642 إلى عام 1666 م)، بُني ضريح لأبناء عيسى خان الثلاثة.